# Barman
Pour les articles homonymes, voir Barman (homonymie) et Bartender (homonymie).
Le barman, dit également bartender – au féminin  barmaid ou barwoman – est un travailleur polyvalent qui accueille la clientèle du bar, prépare et effectue le service des boissons chaudes, fraîches, simples ou composées (cocktails), ainsi que des mets simples voire des snacks, des sandwichs ou et des crèmes glacées. Il contribue à l'animation et à l'ambiance du bar. Il procède à la facturation et à l'encaissement des recettes de la vente des produits. Il lave les verres, approvisionne le réfrigérateur, sépare les vidanges consignées des autres déchets non récupérables. Il effectue aussi le nettoyage des installations et équipements du bar. Il lui arrive d'être responsable de l'approvisionnement et de la gestion des stocks (boissons, verrerie, petit matériel…).

## Exercice de la profession

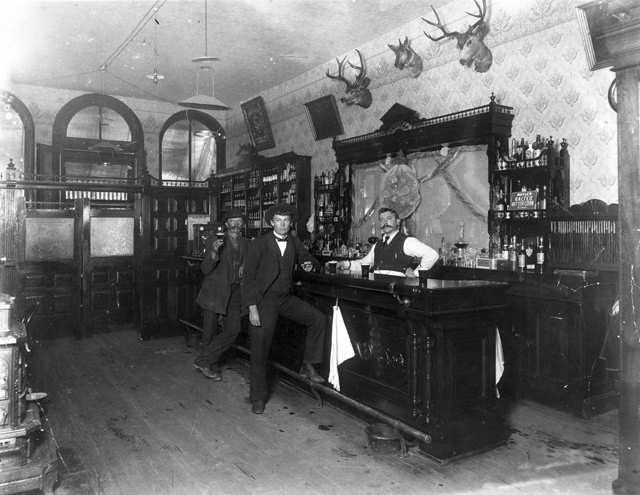
Saloon Blackhawk 1897.

Cette profession s'exerce principalement dans les hôtels, les hôtels-restaurants, certains restaurants, les bars, cabarets et les discothèques. L'activité s'effectue le plus souvent seul, implique une relation permanente avec la clientèle ainsi qu’une station debout prolongée et des manutentions légères. Les horaires varient en fonction des jours de prestation, s’appliquent aux dimanches et jours fériés, comportent ou non des interruptions et se caractérisent par l'alternance de périodes d'activité soutenue et de périodes plus calmes. La rémunération est souvent constituée d’un montant minimum garanti complété par la répartition du service. Le port d'une tenue professionnelle ou d'un uniforme est réglementé par l'établissement. L'activité nécessite de respecter des normes précises d'hygiène et de sécurité et d'appliquer la réglementation sur les débits de boisson (loi Émile Vandervelde en Belgique, Licence IV pour les alcools forts en France).

## Qualités requises
Elles sont différentes en fonction de l'endroit où le barman exerce. Mais de manière générale, il sera d'excellente présentation, et d’une bonne capacité de mémorisation des commandes. En plus de ces qualités, un employé de bar doit faire preuve de qualité pour pourvoir à une animation d’ambiance dans un établissement spécifique. Il doit faire preuve de finesse, de politesse et de discrétion, tout en ayant un caractère assez ferme pour faire face aux imprévus de son environnement.

## Diplômes requis
En Belgique, cette fonction exige des candidats qu’ils aient suivi une formation dispensée par l’enseignement supérieur professionnel, complétée par une formation spécialisée. Dans tous les cas, une première expérience professionnelle en tant que commis de bar facilite l'accès à la profession. Concrètement cet emploi est généralement accessible avec une expérience minimale acquise sur le terrain ne fût-ce qu'en dilettante, ou via des boulots étudiants.
En France, après l'obtention d'un CAP restaurant ou cuisine en deux ans (diplôme de niveau 3), on peut préparer le certificat de spécialisation « employé barman », diplôme reconnu par l'État et par les employeurs.

## Matériel et espace de travail

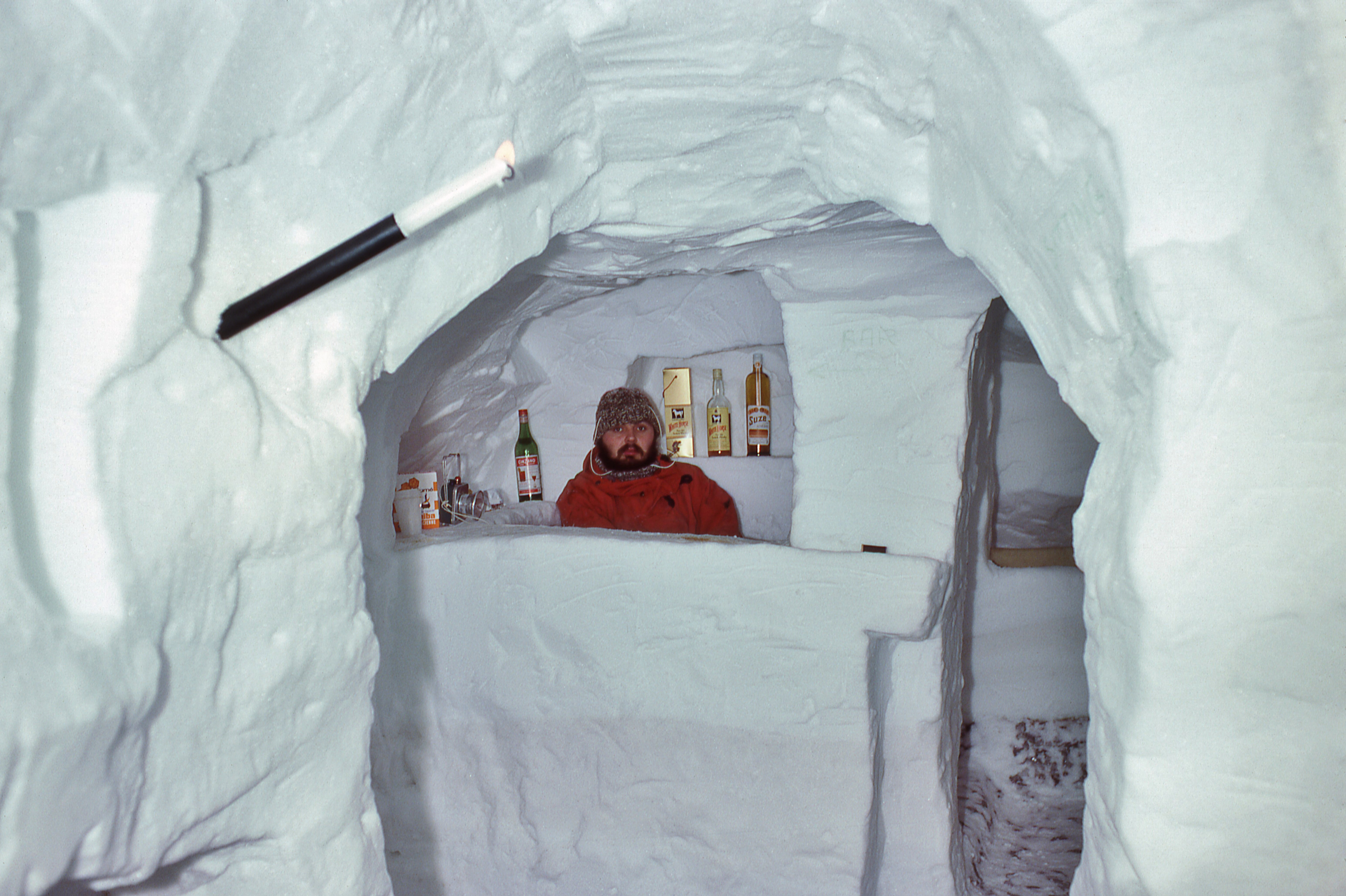
Barman officiant dans un trou à neige en Terre Adélie (Antarctique). Le rack à bouteilles sert également de bac à glaçons.

Pour exercer sa fonction, le barman possède son matériel et ses équipements propres. Ainsi, pour le service standard de type brasserie restaurant, un limonadier reste l'outil indispensable. Dès lors que son service se tourne vers une carte cocktail, il aura besoin principalement d'un shaker, verre à mélange, jigger, pourer, presse-agrumes, pilon, passoire fine de bar, passoire julep et autres passoires de bar. Son espace de travail se situe principalement en arrière-bar dans lequel il a ses stocks, secs, froids, glace et matériel propre. Son espace se divise généralement en fonctions, plonge, stockages et préparations. Les établissements où le travail du cocktail est mis en avant, la mise en place est très importante pour faciliter l'élaboration des boissons, c'est pourquoi des stations cocktail sur mesure sont créées pour optimiser le service. Les stations bar intègrent un rack à bouteilles pour accéder aux bouteilles les plus utilisées, un bac à glaçons isotherme permettant de conserver une quantité de glace suffisante pour le service devant lui, des jeux de condiments lui permettant d'avoir des condiments préparés à l'avance, un plan de travail avec planche à découper ainsi qu'un espace rince shaker avec mitigeur pour pouvoir nettoyer son matériel.